# Confine tra Benin e Togo

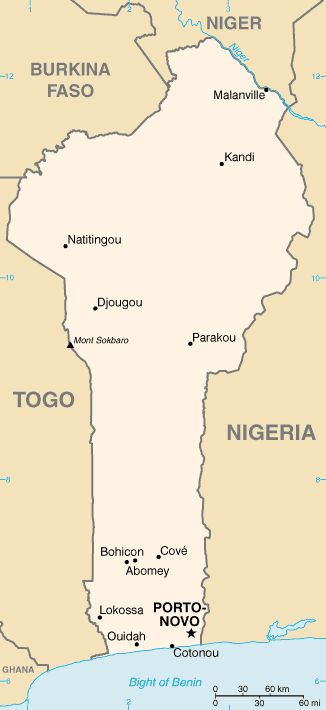
Mappa del Benin con i suoi confini.

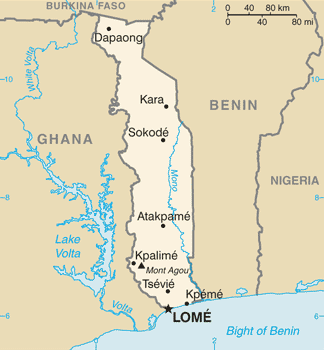
Mappa del Togo.

Il confine tra il Benin e il Togo descrive la linea di demarcazione tra questi due stati. Ha una lunghezza di 644 km.

## Caratteristiche
Il confine interessa la parte occidentale del Benin e quella orientale del Togo. Ha un andamento generale da nord verso sud.
Inizia alla triplice frontiera tra Benin, Burkina Faso e Togo e termina nel golfo di Guinea.